# Gerard Koel
Gerard Hendrik Koel (Amsterdam, 16 de gener de 1941) és un ciclista neerlandès, ja retirat, que fou professional entre 1966 i 1974. Combinà el ciclisme en pista amb la carretera.
Abans, com a ciclista amateur, va prendre part en els Jocs Olímpics de Tòquio de 1964, en què guanyà una medalla de bronze en la prova de persecució per equips, junt amb Cor Schuuring, Henk Cornelisse i Jaap Oudkerk.
Com a professional destaquen tres campionats nacionals en pista.

## Palmarès
- 1964
  -  Medalla de bronze als Jocs Olímpics de Tòquio en persecució per equips
- 1965
  - Vencedor d'una etapa de l'Olympia's Tour
- 1967
  - 1r als Sis dies de Madrid, amb Jan Janssen
- 1968
  -  Campió dels Països Baixos de velocitat individual
- 1969
  -  Campió dels Països Baixos de velocitat individual
- 1970
  -  Campió dels Països Baixos dels 50 km
- 1973
  - 1r als Sis dies d'Anvers, amb Leo Duyndam i René Pijnen